# Goethalsiella genicularis
Goethalsiella genicularis är en insektsart som beskrevs av Rehn, J.A.G. 1946. Goethalsiella genicularis ingår i släktet Goethalsiella och familjen vårtbitare. Inga underarter finns listade i Catalogue of Life.